# Isotopes du strontium
Le strontium (Sr, numéro atomique 38) possède 35 isotopes connus de nombre de masse variant entre 73 et 107, et neuf isomères nucléaires. Parmi eux, quatre isotopes sont stables et représentent la totalité du strontium naturel : 84Sr, 86Sr, 87Sr et 88Sr (largement majoritaire). La masse atomique standard du strontium est de  87,62(1) u.
Parmi les 31 radioisotopes artificiels, les plus stables sont 90Sr avec une demi-vie de 28,9 années, 85Sr (64,853 jours), 89Sr (50,57 jours) et 82Sr  (25,36 jours). Tous les autres isotopes ont des demi-vies inférieures à 33 heures, et la plupart inférieure à 100 minutes.
Les isotopes plus légers que les isotopes stables se désintègrent principalement par émission de positron (β+), à l'exception de 82Sr, qui, comme 85Sr, se désintègrent principalement par capture électronique. Tous se désintègrent principalement en isotopes du rubidium. Les radioisotopes plus lourds se désintègrent eux principalement par désintégration β− en isotopes de l'yttrium.

## Isotopes notables

### Strontium naturel
Le strontium naturel est composé des quatre isotopes stables  84Sr, 86Sr, 87Sr et 88Sr. 84Sr est soupçonné sur des bases théoriques de subir une désintégration β+β+ en 84Kr avec une demi-vie très longue, mais cette radioactivité n'a pour l'instant jamais été observée.
Du fait de sa configuration électronique similaire à celle du calcium, il se substitue facilement au Ca dans les minéraux.
La valeur du ratio 86Sr - 87Sr en un lieu donné dépend essentiellement de la géologie locale; il est ingéré par les animaux via l'alimentation et on en retrouve ainsi dans leurs os et leurs dents; l'étude du ratio 86Sr - 87Sr peut donc être utilisée avec celle d'autres rapports isotopiques sur des restes humains pour construire des isoscapes (en) et en déduire où ils ont grandi (grâce au strontium des dents) et où ils habitaient avant de mourir (via le strontium des os) pour peu qu'ils aient consommé essentiellement de la nourriture produite localement. Le strontium des os peut restituer des informations sur les vingt dernières décennies de sa vie, et notamment ses habitudes alimentaires .
| Isotope | Abondance (pourcentage molaire) | Gamme de variation |
| ------- | ------------------------------- | ------------------ |
| 84Sr    | 0,56 (1) %                      | 0,55 - 0,58        |
| 86Sr    | 9,86 (1) %                      | 9,75 - 9,99        |
| 87Sr    | 7,00 (1) %                      | 6,94 - 7,14        |
| 88Sr    | 82,58 (1) %                     | 82,29 - 82,75      |

### Strontium 87
Le strontium 87 (87Sr) est l'isotope du strontium dont le noyau est constitué de 38 protons et de 49 neutrons. C'est un isotope stable, représentant 7 % du strontium présent dans la nature. C'est le seul isotope du strontium naturel radiogénique ; il est produit par la désintégration radioactive du rubidium 87 (87Rb), avec une demi-vie de 4,88×1010 années. Ainsi, il existe deux sources en 87Sr : la forme primordiale produite durant la nucléosynthèse, produisant également les isotopes 84Sr, 86Sr et 88Sr ; et la forme radiogénique produite par la désintégration de 87Rb. Le ratio 87Sr/86Sr est l'un des paramètres observés dans les études géologiques ; dans les roches, il varie de 0,7 à 4,0 ou légèrement supérieur. Il est aussi utilisé pour dater des roches anciennes avec la datation rubidium-strontium, comparant les quantités de 87Rb et de 87Sr afin de déterminer une date approximative.

### Strontium 89
Le strontium 89 (89Sr) est l'isotope du strontium dont le noyau est constitué de 38 protons et de 51 neutrons. C'est un radioisotope artificiel qui se désintègre en yttrium 89 par désintégration β− avec un demi-vie d'un peu plus de 50 jours. Il est utilisé dans le traitement de cancers osseux ; dans le cas de patients atteints de métastases osseuses étendues et douloureuses, l'administration de 89Sr permet de délivrer des particules bêta directement dans la zone osseuse à problème, où le cycle de remplacement du calcium est plus rapide.

### Strontium 90
Le strontium 90 (90Sr) est l'isotope du strontium dont le noyau est constitué de 38 protons et de 52 neutrons. C'est un radioisotope qui se désintègre en yttrium 90 par désintégration β− avec un demi-vie de près de 30 ans. C'est un sous-produit de fission nucléaire qu'on trouve dans les retombées radioactives et qui présente de sérieux problèmes de santé du fait de son absorption par l'organisme où il se substitue au calcium des os, ce qui empêche son élimination. La catastrophe nucléaire de Tchernobyl a contaminé des très vastes zones au 90Sr.
Du fait de sa durée de demi-vie « moyenne » et de son émission bêta d'énergie importante, il est utilisé dans les Systems for Nuclear Auxiliary Power (SNAP). Ces appareils sont très prometteurs pour des applications spatiales, des stations météos éloignées, des bouées de navigation, etc., où une source nucléo-électrique légère et durable est nécessaire.

## Table des isotopes
| Symbole de l'isotope | Z (p)                | N (n)                | Masse isotopique (u) | Demi-vie         | Mode(s) de désintégration, | Isotope(s) fils | Spin nucléaire |
| Symbole de l'isotope | Énergie d'excitation | Énergie d'excitation | Énergie d'excitation | Demi-vie         | Mode(s) de désintégration, | Isotope(s) fils | Spin nucléaire |
| -------------------- | -------------------- | -------------------- | -------------------- | ---------------- | -------------------------- | --------------- | -------------- |
| 73Sr                 | 38                   | 35                   | 72,96597(64)#        | >25 ms           | β+ (>99,9 %)               | 73Rb            | 1/2-#          |
| 73Sr                 | 38                   | 35                   | 72,96597(64)#        | >25 ms           | β+, p (<0,1 %)             | 72Kr            | 1/2-#          |
| 74Sr                 | 38                   | 36                   | 73,95631(54)#        | 50# ms [>1,5 µs] | β+                         | 74Rb            | 0+             |
| 75Sr                 | 38                   | 37                   | 74,94995(24)         | 88(3) ms         | β+ (93,5 %)                | 75Rb            | (3/2-)         |
| 75Sr                 | 38                   | 37                   | 74,94995(24)         | 88(3) ms         | β+, p (6,5 %)              | 74Kr            | (3/2-)         |
| 76Sr                 | 38                   | 38                   | 75,94177(4)          | 7,89(7) s        | β+                         | 76Rb            | 0+             |
| 77Sr                 | 38                   | 39                   | 76,937945(10)        | 9,0(2) s         | β+ (99,75 %)               | 77Rb            | 5/2+           |
| 77Sr                 | 38                   | 39                   | 76,937945(10)        | 9,0(2) s         | β+, p (0,25 %)             | 76Kr            | 5/2+           |
| 78Sr                 | 38                   | 40                   | 77,932180(8)         | 159(8) s         | β+                         | 78Rb            | 0+             |
| 79Sr                 | 38                   | 41                   | 78,929708(9)         | 2,25(10) min     | β+                         | 79Rb            | 3/2(-)         |
| 80Sr                 | 38                   | 42                   | 79,924521(7)         | 106,3(15) min    | β+                         | 80Rb            | 0+             |
| 81Sr                 | 38                   | 43                   | 80,923212(7)         | 22,3(4) min      | β+                         | 81Rb            | 1/2-           |
| 82Sr                 | 38                   | 44                   | 81,918402(6)         | 25,36(3) j       | CE                         | 82Rb            | 0+             |
| 83Sr                 | 38                   | 45                   | 82,917557(11)        | 32,41(3) h       | β+                         | 83Rb            | 7/2+           |
| 83mSr                | 259,15(9) keV        | 259,15(9) keV        | 259,15(9) keV        | 4,95(12) s       | TI                         | 83Sr            | 1/2-           |
| 84Sr                 | 38                   | 46                   | 83,913425(3)         | Observé stable   | Observé stable             | Observé stable  | 0+             |
| 85Sr                 | 38                   | 47                   | 84,912933(3)         | 64,853(8) j      | CE                         | 85Rb            | 9/2+           |
| 85mSr                | 238,66(6) keV        | 238,66(6) keV        | 238,66(6) keV        | 67,63(4) min     | TI (86,6 %)                | 85Sr            | 1/2-           |
| 85mSr                | 238,66(6) keV        | 238,66(6) keV        | 238,66(6) keV        | 67,63(4) min     | β+ (13,4 %)                | 85Rb            | 1/2-           |
| 86Sr                 | 38                   | 48                   | 85,9092607309(91)    | Stable           | Stable                     | Stable          | 0+             |
| 86mSr                | 2955,68(21) keV      | 2955,68(21) keV      | 2955,68(21) keV      | 455(7) ns        |                            |                 | 8+             |
| 87Sr                 | 38                   | 49                   | 86,9088774970(91)    | Stable           | Stable                     | Stable          | 9/2+           |
| 87mSr                | 388,533(3) keV       | 388,533(3) keV       | 388,533(3) keV       | 2,815(12) h      | TI (99,7 %)                | 87Sr            | 1/2-           |
| 87mSr                | 388,533(3) keV       | 388,533(3) keV       | 388,533(3) keV       | 2,815(12) h      | CE (0,3 %)                 | 87Rb            | 1/2-           |
| 88Sr                 | 38                   | 50                   | 87,9056122571(97)    | Stable           | Stable                     | Stable          | 0+             |
| 89Sr                 | 38                   | 51                   | 88,9074507(12)       | 50,57(3) j       | β−                         | 89Y             | 5/2+           |
| 90Sr                 | 38                   | 52                   | 89,907738(3)         | 28,90(3) a       | β−                         | 90Y             | 0+             |
| 91Sr                 | 38                   | 53                   | 90,910203(5)         | 9,63(5) h        | β−                         | 91Y             | 5/2+           |
| 92Sr                 | 38                   | 54                   | 91,911038(4)         | 2,66(4) h        | β−                         | 92Y             | 0+             |
| 93Sr                 | 38                   | 55                   | 92,914026(8)         | 7,423(24) min    | β−                         | 93Y             | 5/2+           |
| 94Sr                 | 38                   | 56                   | 93,915361(8)         | 75,3(2) s        | β−                         | 94Y             | 0+             |
| 95Sr                 | 38                   | 57                   | 94,919359(8)         | 23,90(14) s      | β−                         | 95Y             | 1/2+           |
| 96Sr                 | 38                   | 58                   | 95,921697(29)        | 1,07(1) s        | β−                         | 96Y             | 0+             |
| 97Sr                 | 38                   | 59                   | 96,926153(21)        | 429(5) ms        | β− (99,95 %)               | 97Y             | 1/2+           |
| 97Sr                 | 38                   | 59                   | 96,926153(21)        | 429(5) ms        | β−, n (0,05 %)             | 96Y             | 1/2+           |
| 97m1Sr               | 308,13(11) keV       | 308,13(11) keV       | 308,13(11) keV       | 170(10) ns       |                            |                 | (7/2)+         |
| 97m2Sr               | 830,8(2) keV         | 830,8(2) keV         | 830,8(2) keV         | 255(10) ns       |                            |                 | (11/2-)#       |
| 98Sr                 | 38                   | 60                   | 97,928453(28)        | 0,653(2) s       | β− (99,75 %)               | 98Y             | 0+             |
| 98Sr                 | 38                   | 60                   | 97,928453(28)        | 0,653(2) s       | β−, n (0,25 %)             | 97Y             | 0+             |
| 99Sr                 | 38                   | 61                   | 98,93324(9)          | 0,269(1) s       | β− (99,9 %)                | 99Y             | 3/2+           |
| 99Sr                 | 38                   | 61                   | 98,93324(9)          | 0,269(1) s       | β−, n (0,1 %)              | 98Y             | 3/2+           |
| 100Sr                | 38                   | 62                   | 99,93535(14)         | 202(3) ms        | β− (99,02 %)               | 100Y            | 0+             |
| 100Sr                | 38                   | 62                   | 99,93535(14)         | 202(3) ms        | β−, n (0,98 %)             | 99Y             | 0+             |
| 101Sr                | 38                   | 63                   | 100,94052(13)        | 118(3) ms        | β− (97,63 %)               | 101Y            | (5/2-)         |
| 101Sr                | 38                   | 63                   | 100,94052(13)        | 118(3) ms        | β−, n (2,37 %)             | 100Y            | (5/2-)         |
| 102Sr                | 38                   | 64                   | 101,94302(12)        | 69(6) ms         | β− (94,5 %)                | 102Y            | 0+             |
| 102Sr                | 38                   | 64                   | 101,94302(12)        | 69(6) ms         | β−, n (5,5 %)              | 101Y            | 0+             |
| 103Sr                | 38                   | 65                   | 102,94895(54)#       | 50# ms [>300 ns] | β−                         | 103Y            |                |
| 104Sr                | 38                   | 66                   | 103,95233(75)#       | 30# ms [>300 ns] | β−                         | 104Y            | 0+             |
| 105Sr                | 38                   | 67                   | 104,95858(75)#       | 20# ms [>300 ns] |                            |                 |                |

1. ↑  Abréviations :
CE : capture électronique ;
TI : transition isomérique.
2. ↑  Isotopes stables en gras.
3. ↑  Soupçonné de se désintégrer par désintégration β+β+ en 84Kr.
4. ↑  Utilisé en datation par le couple rubidium-strontium.
5. 1 2 3  Produit de fission.

### Remarques
- L'évaluation de la composition isotopique est valable pour la plupart des échantillons commerciaux, mais pas tous.
- La précision de l'abondance isotopique et de la masse atomique est limitée par des variations. Les échelles de variations données sont normalement valables pour tout matériel terrestre normal.
- Il existe des échantillons géologiques exceptionnels dont la composition isotopique est en dehors de l'échelle donnée. L'incertitude sur la masse atomique de tels échantillons peut excéder les valeurs données.
- Les valeurs marquées # ne sont pas purement dérivées des données expérimentales, mais aussi au moins en partie à partir des tendances systématiques. Les spins avec des arguments d'affectation faibles sont entre parenthèses.
- Les incertitudes sont données de façon concise entre parenthèses après la décimale correspondante. Les valeurs d'incertitude dénotent un écart-type, à l'exception de la composition isotopique et de la masse atomique standard de l'IUPAC qui utilisent des incertitudes élargies[4].
- Masses des isotopes données par la Commission sur les Symboles, les Unités, la Nomenclature, les Masses atomiques et les Constantes fondamentales (SUNAMCO) de l'IUPAP.
- Abondances isotopiques données par la Commission des abondances isotopiques et des poids atomiques de l'IUPAC.